# Grigori Iwanowitsch Nossow
Grigori Iwanowitsch Nossow (russisch Григорий Иванович Носов; * 5. Novemberjul. / 18. November 1905greg. in Kataw-Iwanowsk; † 7. August 1951 in Kislowodsk) war ein russischer Metallurg.

## Leben
Nossows Vater und Großvater arbeiteten im Kataw-Iwanowsker Hüttenwerk. Nossow begann 1921 in der Ust-Katawer Waggonbaufabrik eine Schlosserlehre. Darauf studierte er an der RabFak des Ufaer Instituts mit Abschluss 1925. Er studierte weiter am Tomsker Technologischen Institut mit Abschluss 1930 als Ingenieur-Metallurg. Es folgte die Aspirantur im Sibirischen Metallurgischen Institut in Nowokusnezk am Lehrstuhl für Metallurgie und Stahl. Gleichzeitig unterrichtete er dort und leitete das Laboratorium für Montananalyse.
1932 wurde Nossow Meister und Hauptingenieur des Kusnezker Metallurgischen Kombinats (KMK) in Nowokusnezk. 1939 wurde er Hauptingenieur des Magnitogorsker Metallurgischen Stalin-Kombinats (MMK). 1940 übernahm er den Direktorenposten des MMK von P. I. Korobow. Unter seiner Führung wurden 2 Hochöfen, 4 Koksbatterien, 5 Siemens-Martin-Öfen und viele andere Spezialeinrichtungen aufgebaut. Er führte neue Technologien und Panzerstahlprodukte für die Armee ein. Aus heimischen Erzen wurde Ferromangan und Ferrosilicium produziert.
Nach dem Deutsch-Sowjetischen Krieg wurde Nossow 1946 Abgeordneter im Obersten Sowjet der UdSSR. Im Sommer 1951 nahm er seinen ersten Urlaub nach dem Krieg und reiste mit seiner Frau nach Kislowodsk, wo er jedoch starb. Sein Sarg wurde in den Magnitogorsker Kulturpalast der Metallurgen gebracht, wo zwei Tage lang Zehntausende von Magnitogorskern sowie Vertreter des KMK, des NTMK, des Belorezker und anderer Stahlwerke und Vertreter des Staates von ihm Abschied nahmen. Das Magnitogorsker Institut für Montanwissenschaften und Metallurgie erhielt nun Nossows Namen.

## Ehrungen
- Leninorden (dreimal)
- Orden des Roten Banners der Arbeit
- Stalinpreis II. Klasse (1942) für einen neuen Panzerstahl
- Stalinpreis II. Klasse (1951) für verbesserte Produktion des MMK